# Basses gorges du Verdon
Basses gorges du Verdon je soutěska vytvořená řekou Verdon ve Francii, které se nachází v regionu Alpes-de-Haute-Provence níže po proudu od obce Quinson. Soutěska se nalézá asi dvacet kilometrů jihozápadně od mnohem známější soutěsky Gorges du Verdon. 
Soutěska Basses gorges du Verdon je pokračováním jezera Lac d'Esparron, které vzniklo díky přehradě de Gréoux a jehož vody dosahují soutěskou až do Quinsonu. Symbolický vstup do soutěsky označuje Quinsonský most. Podél řeky v horní části soutěsek na levém břehu vede dálková turistická trasa 99 a dálková turistická trasa Tour du Lac d'Esparron. Verdonský kanál, který vzniká proti proudu soutěsky, vede po celé délce soutěsky po levém břehu několik metrů nad hladinou vody.

## Galerie

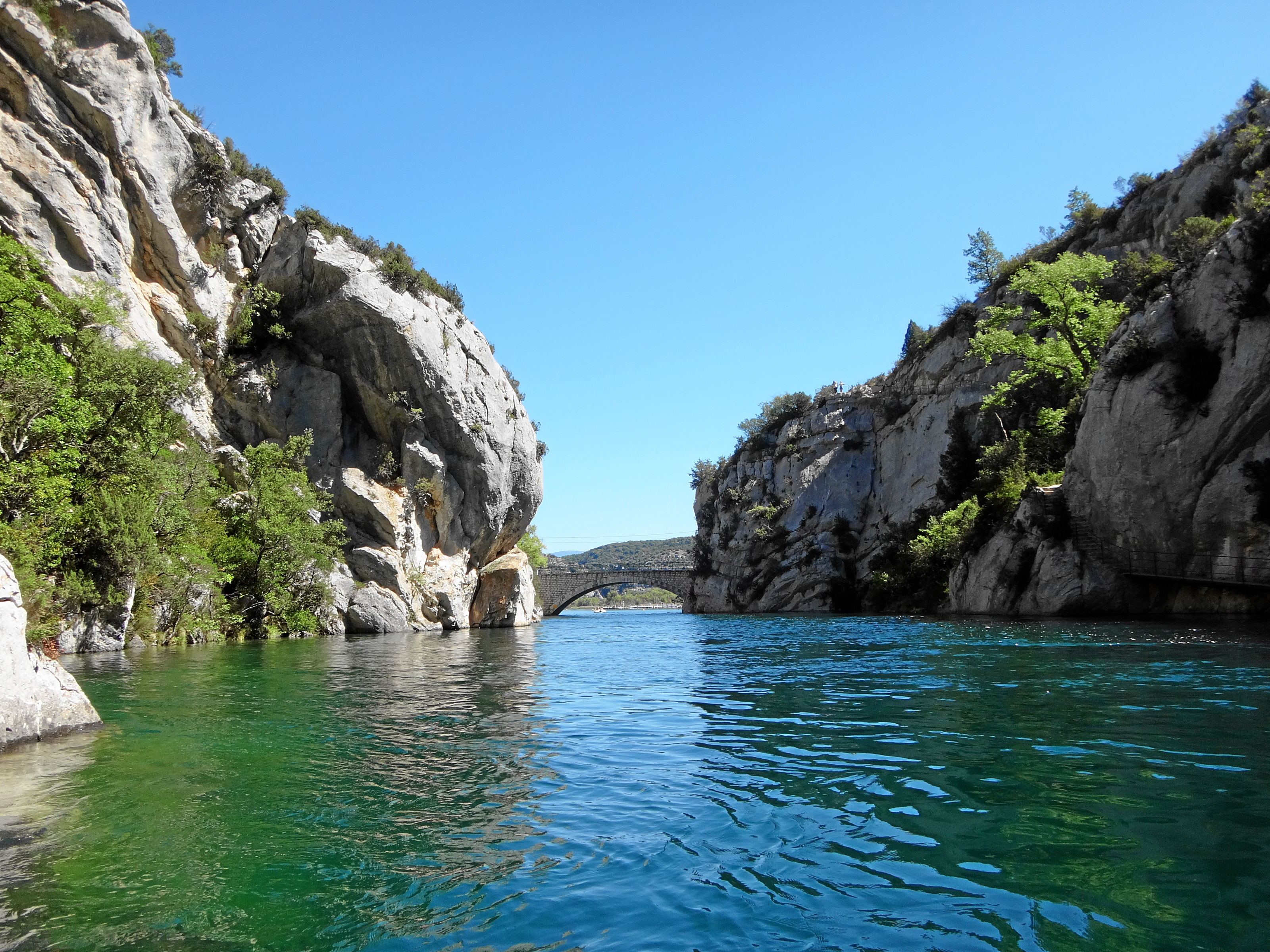
pohled na most de Quinson
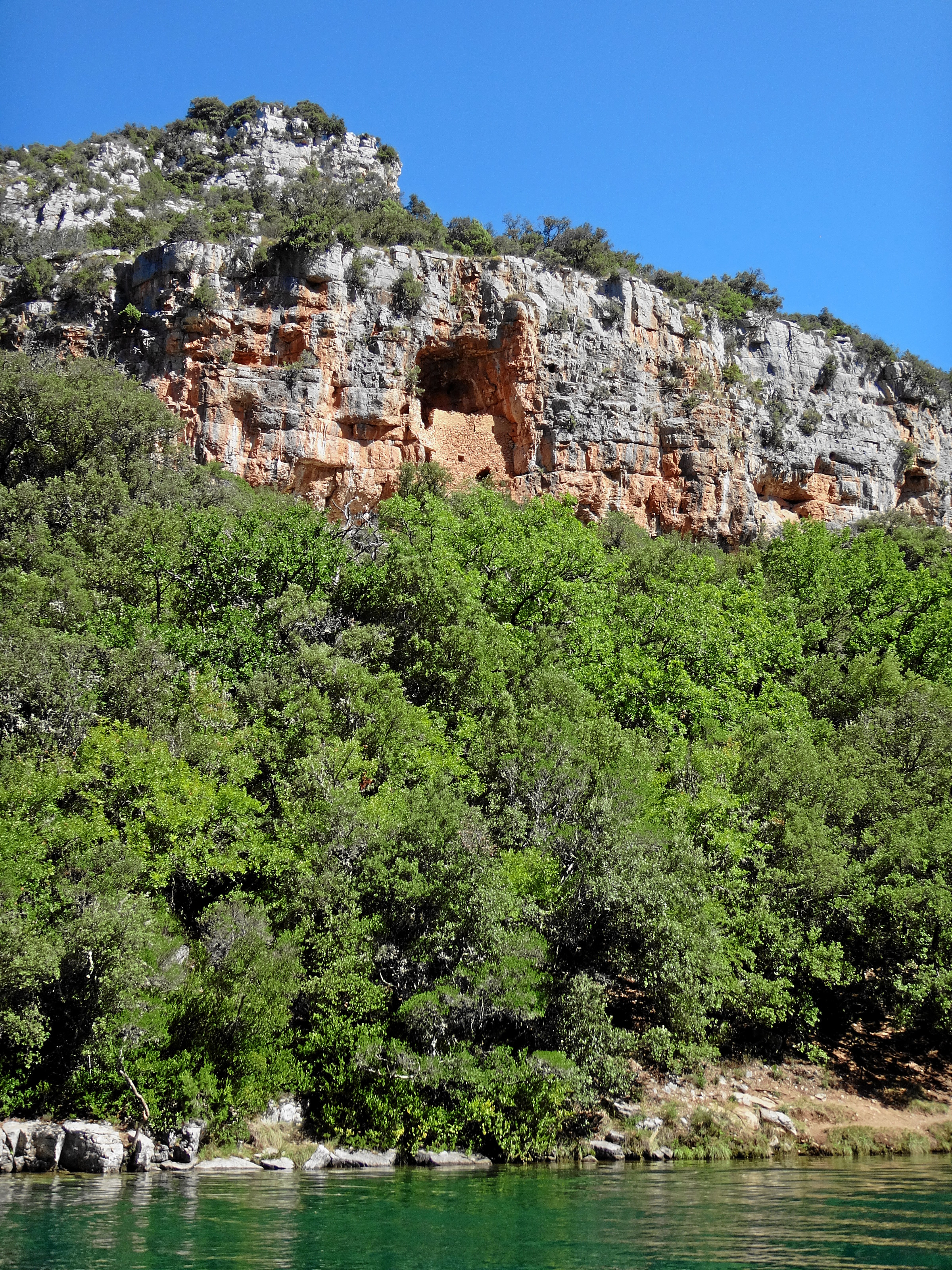
jeskyně Gaspard de Besse nad soutěskou
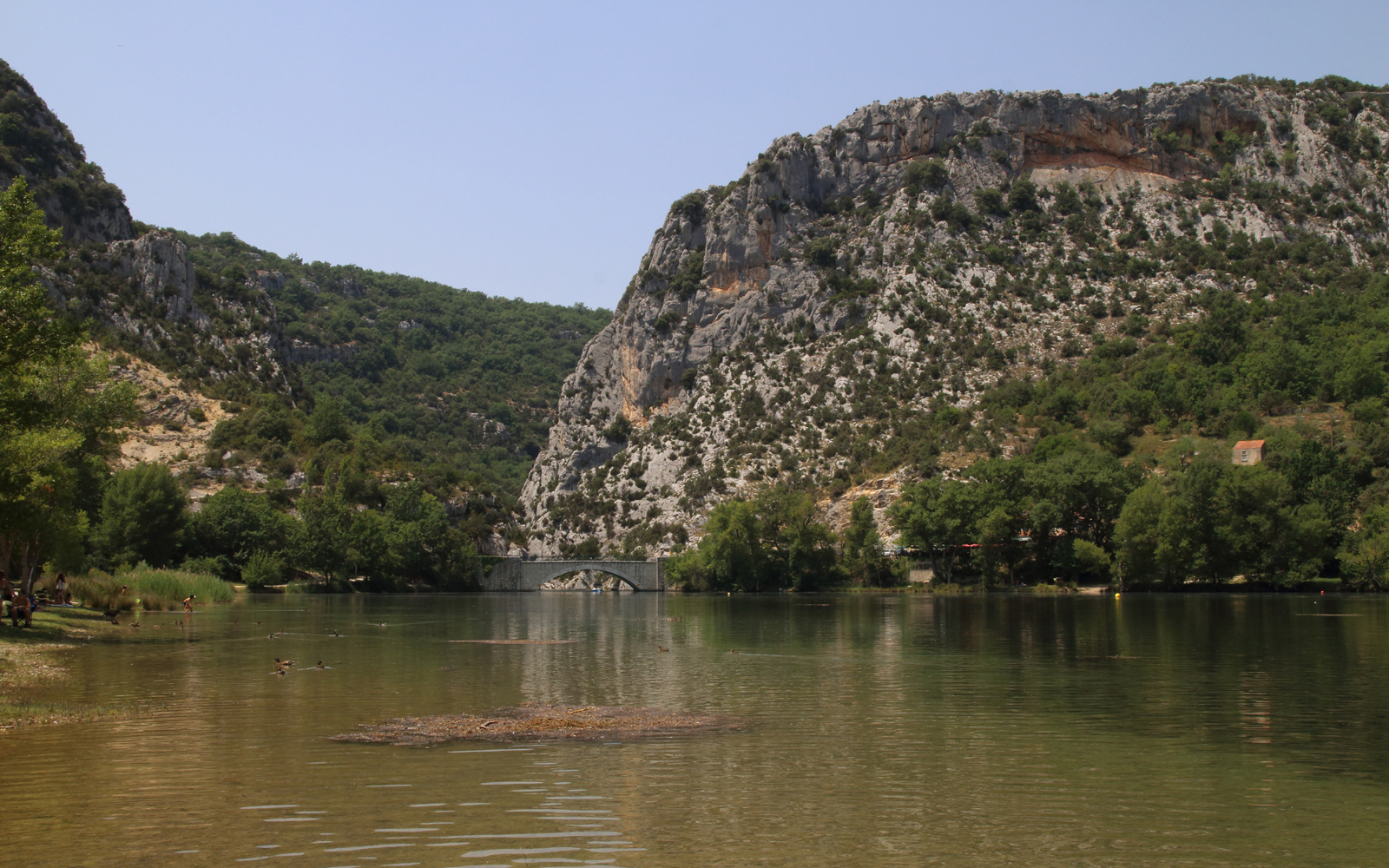
soutěska Basses gorges du Verdon
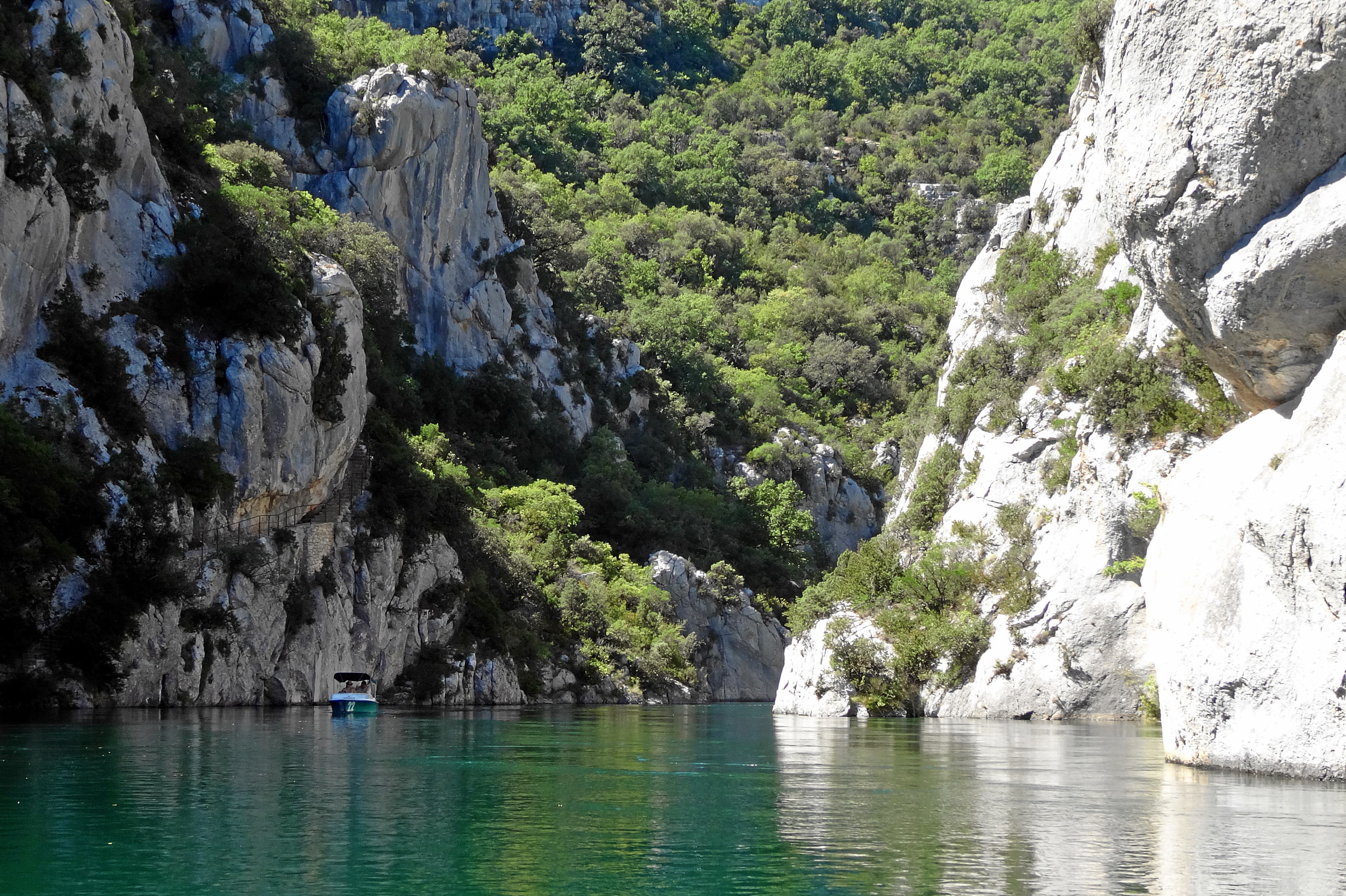
soutěska Basses gorges du Verdon
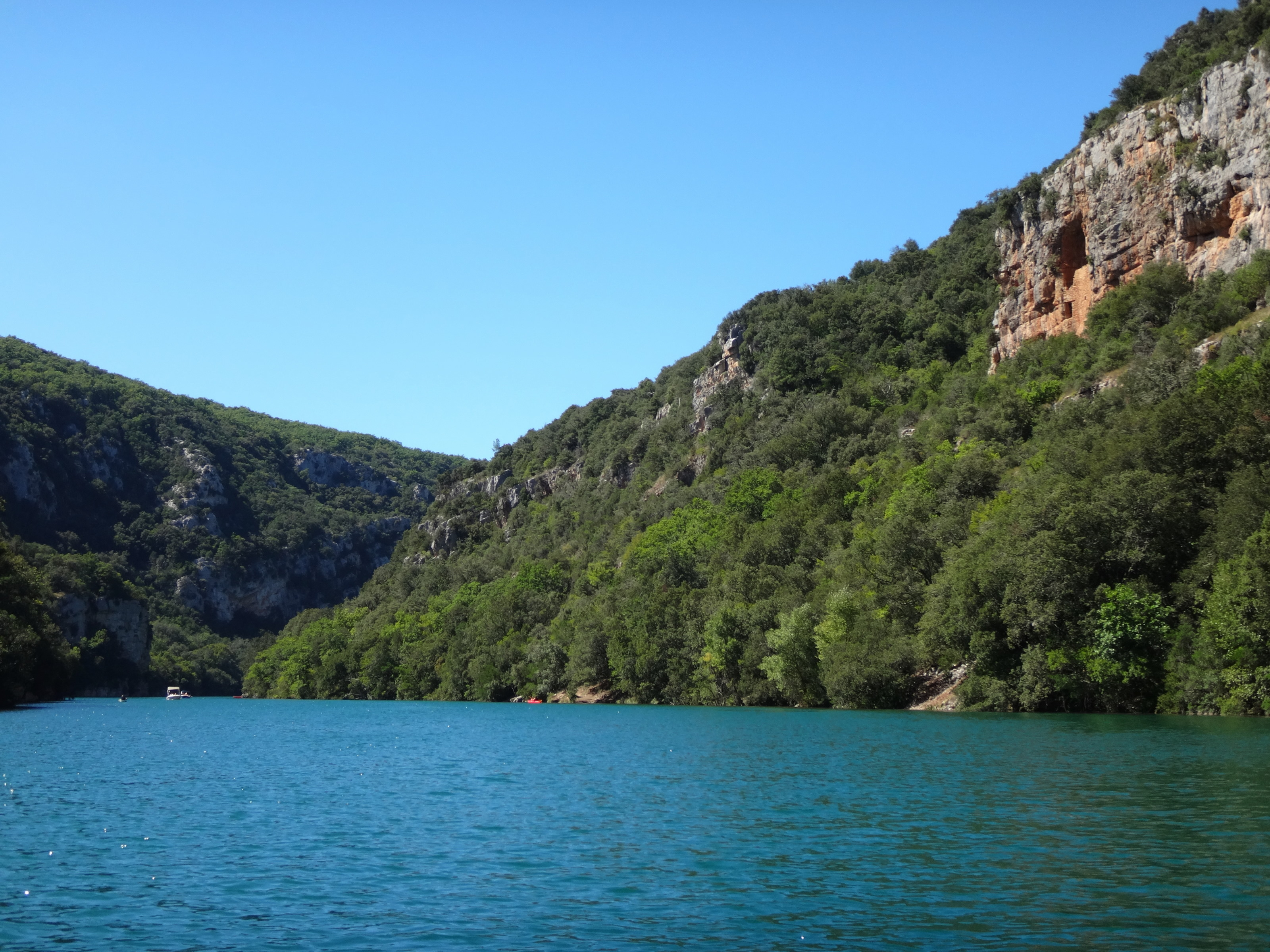
soutěska Basses gorges du Verdon